# Madonna col Bambino tra i santi Caterina e Cristoforo
La Madonna col Bambino tra i santi Caterina e Cristoforo è un dipinto a tempera e oro su tavola di Matteo di Giovanni realizzato circa nel 1490 e conservato nel Museo Puškin delle belle arti di Mosca in Russia.

## Storia
Il dipinto fu acquisito tra il 1886 e il 1898 in Italia da Dmitry Khomyakov. Nel 1901 fu donato al Museo Rumyantsev. Fino al 1909 fu considerata opera di Sano di Pietro, finché Pavel Pavlovič Muratov, curatore del dipartimento di belle arti, la identificò come opera di Matteo di Giovanni. Nel 1924, durante la liquidazione del museo, insieme ad altre opere dell'Europa occidentale, il dipinto fu trasferito al Museo Puškin delle belle arti. 

## Descrizione e stile
Simili Madonne col Bambino sono state dipinte dall'artista più di una volta, il che indica una grande richiesta da parte dei clienti. A seconda delle condizioni dell'ordine, salvando la composizione nel suo insieme, i santi raffigurati accanto alla Madonna e altri particolari potrebbero cambiare. Le evidenti differenze di livello artistico delle opere superstiti indicano che esse furono eseguite sia dallo stesso Matteo di Giovanni che dalla sua bottega. Altre opzioni sono, in particolare, nella Pinacoteca Nazionale di Siena nel Musée des Beaux-Arts d'Orléans, nel Barber Institute of Fine Arts e nella Philadelphia Museum of Art, la collezione Johnson.
La composizione del museo di Mosca si distingue per un alto livello di esibizione. Sottili gradazioni di chiaroscuro creano una forma plastica come un bassorilievo, lo schema cromatico sobrio è raffinano e i dettagli decorativi, realizzati con un ornamento in rilievo sull'oro, si distinguono per grazia e accuratezza. In alcuni punti, il dipinto dell'artista è visibile attraverso il livello di pittura. 
Il quadro è dipinto su una solida tavola di pioppo; le fibre di legno sono dirette verticalmente. La sua dimensione (insieme alla cornice originale conservata) è di 66,3 x 42,7 cm. La cornice sopraelevata dal retro è fissata con strisce orizzontali che rappresentano da tasselli. La fascia lungo il bordo superiore e gli aloni sono realizzati con un ornamento sbalzato su oro con incisione.
Lungo lo strato pittorico corrono due fessure verticali con zone di ritocco scurito; sulla guancia sinistra della Madonna è presente una rottura orizzontale dello strato pittorico con ritocchi di restauro che è presente in altre piccole aree superficie del dipinto. La vernice tardiva che ricopre il dipinto è leggermente oscurata.